# Ostracion cubicus
Ostracion cubicus — вид скелезубоподібних риб родини Кузовкові (Ostraciidae).

## Поширення
Вид зустрічається в Індійському, Тихому океанах та на півдні Атлантики. Населяє тропічні води лагун та рифів на глибині до 50 м.

## Опис
Вид має кубоподібну форму. Тіло завдовжки до 45 см. Юні особини мають жовте забарвлення з темно-синіми плямами. З часом плями розмиваються і дорослі набувають блакитного забарвлення. Тіло вкрите екзоскелетом, що утворений зрослими костистими пластинками. При небезпеці шкіра виділяє токсичний слиз.

## Живлення
Живиться, в основному, водоростями. В раціон також входить планктон, губки, молюски, черви, форамініфери, дрібні ракоподібні та рибки.